# 覆面系NOISE
《覆面系NOISE》（日语：覆面系ノイズ）是日本漫画家福山辽子創作的日本漫画作品。于白泉社漫画杂志《花与梦》2013年10号至2019年4号期間進行連載。單行本全18卷。
2016年4月宣布改編電視動畫，10月宣布改編成真人電影。

## 故事簡介
十歲的仁乃最愛做的事情就是天天與青梅竹馬桃君一起放聲歌唱，原本以為能一直一直這樣唱下去誰知道桃君卻突然搬家了。自那以後仁乃就一直帶著口罩以此來抑制自己隨時想要吶喊的衝動也不再唱歌了。某一天，在那個海邊，仁乃遇到睫毛長長愛喝牛奶的矮個子作曲家柚子，自桃君離開后仁乃第一次唱出了歌。大一歲的柚子愛上了仁乃的聲音約定每個星期三在這海邊見面並且給仁乃取了小名「愛麗絲」，但柚子卻又在某一天突然消失了。六年後仁乃帶著對桃君和柚子的思念進入了高中，而在社團會上與在輕音部的柚子重逢，卻不知桃君也在同一所學校入學。仁乃記起桃君在煙火大會時對她說「唱吧，大聲唱，我會把你的聲音標記起來，我會用這個標記找到你。」，從而鼓起了勇氣替代了輕音部突然消失的主唱，桃君認出了仁乃的聲音卻沒有選擇與她見面。六年中，桃君帶著對仁乃的思念做了許多首歌曲，但卻因為父母欠的債而不得不賣掉為仁乃寫的歌。巧合中，桃君與同是作曲的柚子成了朋友。 
柚子在未和仁乃重逢前組織了一個樂隊「iNoHurry」（iNo 發音與仁乃相同），並且當任主唱用名「愛麗絲」。仁乃接替柚子當上了真正的「愛麗絲」並且同時得知桃君再以音樂人的身份選拔新樂隊成員，從而決定去面試見桃君，桃君得知后還是不想見仁乃。而柚子在和仁乃重逢后音樂靈感源源不斷，樂隊也風生水起得到好評。柚子也越來越認識到自己從六年前就開始喜歡仁乃了，但是基於仁乃對桃君的感情遲遲沒有表白。柚子與桃君都想要霸佔仁乃的聲音，因此雙方用音樂在較量著。而仁乃也想唱的更好，想要讓桃君聽到她的思念而努力練習著。但是桃君卻在最後因為母親對仁乃的威脅而選擇了離開，同時柚子也意識到自己贏不了桃君在仁乃心中的份量。

## 登场人物
※角色聲優名單順序為TV動畫／廣播劇CD版，只有記載1名聲優配音的即為電視動畫版。

### 主要人物
有栖川仁乃（聲：早見沙織／同左，演：中條彩未）
主角。暱稱「愛麗絲」。高中一年級，性格偏天然呆。非常喜愛唱歌，除唱歌外的任何时间都带着口罩，原因是會將高昂的感情毫不抑制地高聲喊出而經常戴着面罩。堅信着幼時的約定，每天不斷面向大海歌唱着。
小学时，与桃离别，与柚相遇；后来柚消失；高一时，再次与柚和桃两人分别相遇。很重视柚，曾因为柚的话决定并坚持用歌声作为标记来寻找桃；曾因为被桃说了“你唱的歌没法赚钱”，内心受伤，而紧紧抱住柚寻求安慰。
在录音歌曲“金丝雀”觉得歌词描述的是自己开始暴走因被柚亲了一下而变正常，之后柚为了不让仁乃担心而谎称自己并不喜欢仁乃，后仁乃渐渐学习吉他，并为柚的一首歌作词，在音乐会上再次暴走。
喜欢的东西是大葱烤串。
杠花奏（聲：山下大輝〔幼年：高橋李依〕／澤城美雪，演：志尊淳）
暱稱「柚」，高中一年級，仁乃的同班同學。性格傲娇别扭，却为人着想。左眼下方有一滴泪痣。總是在喝牛奶，很在意自己的矮小身材。所屬輕音樂社。
由於柚家禁止音乐，柚的母亲曾因柚的房间出现五线谱而打过他。小学时開始作曲，与暴走的仁乃相遇，将仁乃的声音认定为「我的声音」，不久后神秘消失，但一直記得仁乃將自己的曲子唱出來的事情。在高中一年级（留级）时，与仁乃再次相遇。
榊桃（聲：内山昂輝〔幼年：村中知〕／同左，演：小關裕太）
暱稱「桃」，高中一年級。以「桐生桃」作為作曲名。性格坚忍，平时喜欢一脸严肃地说笑。特徵是無聊的冷笑話和糟糕的歌喉。仁乃的青梅竹馬。在某天連同家人一起從仁乃的面前消失。與柚曾在鋼琴房初次相遇。
在學校禮堂外，時隔六年再次聽到仁乃的呼喚，但因將為仁乃所創作的歌賣掉而產生罪惡感，因此決定不再與仁乃見面。後來收留了離家出走的柚，稱柚為“朋友”。
悠埜佳斗（聲：小野大輔／同左，演：杉野遙亮）
暱稱「悠佳」，輕音樂社社長，貝斯手，唯一的二年級生。性格温柔，内心纤细敏锐。是有着金髮、身材修長、女性化語氣等特徵，但卻比任何人都有責任感，並關心着眾人。和柚從以前就結下了孽緣，希望能永远和柚一起搞音乐。似乎以特別的視線注視着深櫻，已向深樱告白。卻被深櫻當作是開玩笑。
珠久里深櫻（聲：高垣彩陽／同左，演：真野惠里菜）
暱稱「深櫻」，輕音樂社社員，性格爽快大方，爱憎分明。曾将仁乃看做情敌。希望仁乃加入in NO hurry to shout 代替自己成为主唱。身為高中生以優秀的歌唱力自豪，也受到仁乃的尊敬。后与仁乃成为挚友。因苦恋柚无果，想放弃；但在仁乃的鼓励下决定坚持。現喜歡悠佳。
黑瀨步（聲：福山潤／鈴村健一，演：磯村勇斗）
暱稱「小黑」，輕音樂社社員，鼓手。性格开朗，有著一口關西腔。總是面帶笑容地使眾人氣氛高漲的氣氛製造者，但偶爾也會顯露出領悟到什麼的表情。總是和悠佳兩人一起對柚開玩笑。曾经在轻音部演唱会上兴奋得全裸。曾称仁乃为“暴走的金丝雀”。

### 藝能界
梁井壬散（聲：浪川大輔／無）
in NO hurry to shout 的经纪人。好胜心略强；紧张时会胃痛，时时为 in NO hurry to shout 着想。
久瀨月果（聲：新井里美／無）
桐生桃的经纪人，隶属Mobius Entertainment公司，现与桃同居。希望桃与仁乃的关系能变好。
北條菖蒲
所屬於Dr./C （SILENT BLACK KITTY）。

### 其他人物
三古田瑛士（聲：鈴木達央〔幼年：明坂聰美〕／無）
仁乃的國小同班同學，也讀同一所高中。

## 出版書籍
| 集數 | 白泉社         | 白泉社                 | 東立出版社     | 東立出版社             |
| 集數 | 發售日期       | ISBN                   | 發售日期       | ISBN                   |
| ---- | -------------- | ---------------------- | -------------- | ---------------------- |
| 1    | 2013年10月18日 | ISBN 978-4-592-21301-7 | 2014年6月4日   | ISBN 978-986-348-844-6 |
| 2    | 2014年2月20日  | ISBN 978-4-592-21302-4 | 2014年8月15日  | ISBN 978-986-348-845-3 |
| 3    | 2014年6月20日  | ISBN 978-4-592-21303-1 | 2015年1月6日   | ISBN 978-986-365-238-0 |
| 4    | 2014年10月20日 | ISBN 978-4-592-21304-8 | 2015年3月26日  | ISBN 978-986-382-097-0 |
| 5    | 2015年1月20日  | ISBN 978-4-592-21305-5 | 2015年6月18日  | ISBN 978-986-382-666-8 |
| 6    | 2015年7月17日  | ISBN 978-4-592-21306-2 | 2015年11月12日 | ISBN 978-986-431-874-2 |
| 7    | 2015年10月20日 | ISBN 978-4-592-21307-9 | 2016年1月11日  | ISBN 978-986-462-409-6 |
| 8    | 2016年1月20日  | ISBN 978-4-592-21308-6 | 2016年4月22日  | ISBN 978-986-462-903-9 |
| 9    | 2016年4月20日  | ISBN 978-4-592-21309-3 | 2016年7月14日  | ISBN 978-986-470-228-2 |
| 10   | 2016年8月19日  | ISBN 978-4-592-21310-9 | 2016年11月7日  | ISBN 978-986-470-882-6 |
| 11   | 2016年12月20日 | ISBN 978-4-592-21611-7 | 2017年10月30日 | ISBN 978-986-482-532-5 |
| 12   | 2017年3月20日  | ISBN 978-4-592-21612-4 | 2018年7月13日  | ISBN 978-986-482-998-9 |
| 13   | 2017年6月20日  | ISBN 978-4-592-21613-1 | 2018年11月26日 | ISBN 978-986-486-519-2 |
| 14   | 2017年11月20日 | ISBN 978-4-592-21614-8 |                |                        |
| 15   | 2017年3月20日  | ISBN 978-4-592-21615-5 |                |                        |
| 16   | 2018年8月20日  | ISBN 978-4-592-21616-2 |                |                        |
| 17   | 2018年12月19日 | ISBN 978-4-592-21617-9 |                |                        |
| 18   | 2019年3月20日  | ISBN 978-4-592-21618-6 |                |                        |

## 電視動畫

### 製作人員
- 原作：福山遼子
- 導演：高橋秀彌
- 劇本統籌：赤尾凸
- 人物設定：伊藤真理子
- 總作畫監督：伊藤真理子、重本和佳子
- 物品設定：樋口聰美
- 色彩設計：大塚奈津子
- 美術指導：諸熊倫子
- 攝影指導：織田賴信
- 3D指導：柴山一生
- 2DW、特殊效果：德丸仁志、立花美紀
- 編輯：池田康隆
- 音效指導：山口貴之
- 音樂：SADESPER RECORD
- 動畫製作：Brain's Base

### 主題曲
如無特別標註，代表由NARASAKI作曲、in NO hurry to shout;編曲。
片頭曲
「 [ANIME SIDE] -Bootleg-」
作詞：三重野瞳、福山遼子，主唱：深櫻（高垣彩陽）
「 [ANIME SIDE] -Alternative-」
作詞：三重野瞳、福山遼子，主唱：仁乃（早見沙織）
片尾曲
作詞：福山遼子，主唱：仁乃（早見沙織）
插曲
（第1話）
作詞：三重野瞳、福山遼子，主唱：仁乃（早見沙織）
（第1話、第5話）
譯詞：武鹿悅子，作詞、作曲：法國民謠
「 [ANIME SIDE]」（第5話）
作詞：福山遼子，主唱：仁乃（早見沙織）
「FALLING SILENT」
作詞：幸田 澪，作曲：Billy，編曲：SILENT BLACK KITTY，主唱：深櫻（高垣彩陽）

作詞：福山遼子，主唱：仁乃（早見沙織）

### 各話列表
| 話數 | 日文標題 | 中文標題                                     | 劇本   | 分鏡              | 演出              | 作畫監督                               |
| ---- | -------- | -------------------------------------------- | ------ | ----------------- | ----------------- | -------------------------------------- |
| ♭01  |          | 我們隱藏了真實的心意                         | 赤尾凸 | 高橋秀彌          | 高橋秀彌          | 相坂直紀                               |
| ♭02  |          | 神啊，請讓愛麗絲的戀情永遠不要開花結果       | 赤尾凸 | 後藤圭二          | 田中良治          | 、川妻智美 高橋道子、香田知樹 高野彌生 |
| ♭03  |          | 無論如何，立刻                               | 赤尾凸 | 樋口聰美          | 樋口聰美          | 中野圭哉                               |
| ♭04  |          | 隱藏著真心的我們，就這樣在那一天，牽起了雙手 | 赤尾凸 | 小寺勝之          | 佐佐木純人        | 、塚本步 高橋道子、香田知樹 高野彌生   |
| ♭05  |          | 明明不需要看到那種笑容的                     | 赤尾凸 | 西森章            | 山崎茂            | 田村一彥                               |
| ♭06  |          | 今天明天，邁步向前                           | 赤尾凸 | 大宙征基          | 真野玲            | 松尾亞希子                             |
| ♭07  |          | 我們的視線終於交會在一起了                   | 赤尾凸 | 小寺勝之          | 田中良治          | 、水竹修治 香田知樹、 中島裕里         |
| ♭08  |          | 我會成為你的朋友，絕對，說到做到             | 赤尾凸 | 大原實            | 山內東生雄        | 相坂直紀                               |
| ♭09  |          | 於是我們向前起跑，為了迎接夏天到來           | 赤尾凸 | 西森章            | 真野玲            | 松尾亞希子、相坂直紀 松本健太郎        |
| ♭10  |          | 點燃愛麗絲心中之火苗的人，是我               | 赤尾凸 | 大門大子          | 菱川直樹          | 中野彰子                               |
| ♭11  |          | 我要讓所有人無法離開這裡一步                 | 赤尾凸 | 小寺勝之 高橋秀彌 | 寺澤和晃 高橋秀彌 | 二松真里、 渚美帆、香田知樹 相坂直紀   |
| ♭12  |          | 希望能夠傳達給你                             | 赤尾凸 | 高橋秀彌 大原實   | 高橋秀彌          | 重本和佳子、松尾亞希子 相坂直紀        |

### 播放電視台
日本深夜動畫：下文記載的日本国内播放時間使用日本標準時間（UTC+9）表示。因為部分時間标识會採用30小时制，因此請留意这类超过24:00的时间，其實際播放時間為翌日清晨。
| 播放地區 | 播放電視台 | 播放日期                 | 播放時間（UTC+9）             | 備註         |
| -------- | ---------- | ------------------------ | ----------------------------- | ------------ |
| 香港     | Animax     | 2017年12月11日－12月26日 | 星期一至二 20時00分－21時00分 | UTC+8 有重播 |

## 真人電影
2017年11月25日上映。

### 製作
- 監督：三木康一郎[5]
- 劇本：横田理恵

## 外部連結
- 「覆面系NOISE」官方網頁（日語）
- 電視《覆面系NOISE》動畫官方網站 （页面存档备份，存于）（日語）
- 電影《覆面系NOISE》劇場版官方網站 （页面存档备份，存于）（日語）
- 電視《覆面系NOISE》BS富士電視台動畫介紹專頁（日語）
- 電視《覆面系NOISE》關西電視台動畫介紹專頁[]（日語）
- 電視《覆面系NOISE》東京都會電視台動畫介紹專頁 （页面存档备份，存于）（日語）
- 電視《覆面系NOISE》巴哈姆特動畫瘋 動畫正版直播專題 （页面存档备份，存于）（繁體中文）